# Oscar Friese
Oscar Emil Julius Friese (* 10. November 1885; † 1943) war ein deutscher Politiker und Abgeordneter der deutschen Minderheit in Polen im Sejm der Zweiten Polnischen Republik. Friese rückte am 1. November 1919 für Ludwig Wolff (1859–1923) auf den Sitz der Deutschen Volkspartei (DVP) in die Polnische Verfassunggebende Nationalversammlung (1919–1922) nach.